# Vologases I
Vologases I foi xainxá do Império Arsácida de 51 a 78. Era filho e sucessor de Vonones II (r. 51) e foi sucedido por seu filho mais novo, Pácoro II, que continuou suas políticas. Invadiu o Reino da Armênia no começo de seu reinado para instalar seu irmão Tiridates I em oposição a Radamisto, o príncipe do Reino da Ibéria que usurpou o trono. Como consequência de suas ações, desencadeou outra guerra com o Império Romano.

## Nome
Vologases, Vologeso (Vologaesus), Vologesso (Vologessus) ou Vologeses são as formas latinas do parta Valagaxe (𐭅𐭋𐭂𐭔, Walagaš). A etimologia do nome não é clara, embora Ferdinand Justi proponha que Valagaxe seja um composto das palavras "força" (varəda) e "bonito" (gaš ou geš em persa moderno). Foi atestado em persa novo como Balaxe (بلاش, Balāš), em persa médio como Vardaquexe (Wardāḫš) ou Valaquexe (Walāḫš), em armênio como Valarxe (*Վաղարշ, *Vałarš), em árabe como Valaxe, Balaxe (بلاش, Valāš / Balāš) e Gulaxe (جولاش, Gulāš) e em grego como Olagado (*Ολαγαδος, via gen. Ολαγαδου), Olagedo (*Ολαγαίδος, Olagaídos, via gen. Ολαγαίδου), Ologado (*Ολογαδος, via gen. Ολογαδου), Uologedo (Ουολόγαιδος, Ouológaidos), Uologeos (Ουολόγεος, Ouológeos), Vologeso (Ουολόγαισος, Ouológaisos), Vologido (Βολόγίδος, Vológídos), Vologedo (Βολόγεδος, Vológedos), Ualases (*Ουαλάσες, via gen. Ουαλάσου) ou Ualasses (*Ουαλάσσες, via gen. Ουαλάσσου)

## Vida

### Família e ascensão
Vologases era filho de Vonones II, um príncipe parta que governou o reino iraniano do norte de Atropatena e, possivelmente, todo o Império Arsácida por alguns meses. A mãe de Vologases era uma concubina grega do harém parta. O nome do ramo arsácida estabelecido por Vologases I foi cunhado pelo historiador moderno Marek Jan Olbrycht como "vologásidas" ou "Casa de Vologases I", que governou o Império Arsácida de 51 até sua queda em 224.

### Reinado

#### Invasão da Armênia

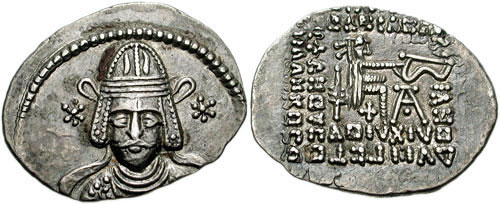
Tetradracma de

Vologases tornou-se o novo xainxá em 51. Procurou continuar as políticas do proeminente ex-rei parta Artabano II (r. 12–38/41), e assim, um de seus primeiros objetivos foi fortalecer a posição parta em regiões estratégica e politicamente instáveis que serviram por décadas como fonte de guerra com o Império Romano. Deu a realeza de Atropatena a seu irmão mais velho, Pácoro, enquanto a realeza ainda mais politicamente importante da Armênia foi dada ao irmão mais novo de Vologases, Tiridates I, após uma invasão parta do país em 53.
Vologases sentiu que sua invasão era justificada devido à recente usurpação do trono armênio pelo príncipe ibérico Radamisto, que viu como uma violação do antigo acordo feito entre os partos e os romanos em relação à Armênia. A falta de recursos e uma epidemia de inverno forçaram Vologases a retirar suas tropas da Armênia, permitindo que Radamisto voltasse e punisse os moradores locais como traidores. Eles se revoltaram e ajudaram Tiridates a restaurar sua autoridade. Radamisto retornou à Ibéria e logo foi condenado à morte por seu pai Farasmanes I por ter conspirado contra o poder real para provar sua lealdade ao Império Romano.

#### Guerra contra o Império Romano

Mapa do Reino da Armênia e regiões vizinhas por volta de 50

Insatisfeito com a reconquista parta da Armênia, em 54 o recém-ascendido imperador romano Nero enviou seu general, Cneu Domício Córbulo, para restaurar a autoridade romana no país. Vologases não conseguiu ajudar seu irmão, devido à rebelião de seu filho Vardanes II e, posteriormente, uma revolta na província parta oriental da Hircânia. Apoiado por Vologases, Tiridates enviou colunas volantes para atacar os romanos por toda parte em 58. Córbulo respondeu usando as mesmas táticas. Também encorajou os reis-clientes romanos Antíoco IV (r. 38–72), Farasmanes I e as tribos moscas a atacar áreas periféricas da Armênia.
A lealdade da população armênia foi dividida entre os partas e os romanos, embora no geral preferissem o governo parta, por ser mais tolerante e também devido à semelhança entre a cultura parta e a armênia. Córbulo conquistou a capital armênia de Artaxata, que ele havia destruído. No ano seguinte (59), conquistou Tigranocerta no sul da Armênia, onde passou o inverno. Tiridates aproveitou esta situação para retornar a Atropatena, no norte da Armênia. No entanto, na primavera de 60, foi forçado a se retirar pelas forças romanas mais uma vez.

Operações militares em 58-60

Operações militares em 61-63

Nero nomeou um príncipe capadócio chamado Tigranes no trono armênio. O novo governante, protegido por uma forte força romana, tornou-se ousado e começou em 61 a atacar as áreas de fronteira de Adiabena, um reino vassalo dos partos. O rei adiabeno, Monobas II, incluindo Tiridates, protestou diante de toda a corte parta, reclamando que Vologases não fez o suficiente para proteger seus súditos. Esta situação era importante e colocava em risco as relações entre Vologases e seus súditos. Durante uma festa pública, Vologases apoiou os apelos de Tiridates e colocou o diadema real em sua cabeça. Também nomeou um certo nobre chamado Moneses como comandante de uma força parta que incluía contingentes de Adiabena. Moneses foi enviado à Armênia, onde sitiou Tigranocerta em 62. A cidade era fortemente fortificada e havia sido reforçada por duas legiões. As tentativas dos partos de escalar a cidade foram infrutíferas, com os contingentes adiabenos sofrendo pesadas perdas.
Neste ponto, Córbulo enviou um emissário a Vologases, que havia acampado com sua corte em Nísibis, perto de Tigranocerta e da fronteira romano-parta. O cerco fracassado e a escassez de forragem para sua cavalaria forçaram Vologases a concordar em retirar Moneses da Armênia. Ao mesmo tempo, no entanto, os romanos também deixaram a Armênia, o que, de acordo com o historiador romano contemporâneo Tácito, levantou suspeitas quanto aos motivos de Córbulo: alguns sussurraram que havia chegado a um acordo de retirada mútua com os partos e que não estava disposto a arriscar sua reputação renovando as hostilidades contra eles. De qualquer forma, uma trégua foi arranjada e uma embaixada parta foi despachada para Roma. As negociações não chegaram a um acordo, e a guerra foi retomada na primavera de 62.
O governo romano então enviou Lúcio Júnio Cesênio Peto, governador da Capadócia, para resolver a questão colocando a Armênia sob administração romana direta. Peto era um comandante incapaz e sofreu uma derrota humilhante na Batalha de Randeia em 62, perdendo as legiões XII Fulminadora comandada por Calvísio Sabino e IV Cítica comandada por Lúcio Funisulano Vetoniano. O comando das tropas foi devolvido a Córbulo, que, no ano seguinte, liderou um forte exército para Melitene e além, alcançando a Armênia, onde eliminou todos os governadores regionais que suspeitava serem pró-partas. Finalmente, em Randeia, Córbulo e Tiridates I se encontraram para fazer um acordo de paz. Para os armênios, este lugar foi concebido como um lembrete de sua força, enquanto Córbulo concordou porque ali esperava expurgar a desgraça anterior, pela paz ou pela guerra. Tiridates concordou em viajar para Roma e buscar a confirmação de sua coroa de Nero. Em sinal deste acordo, alguns dias depois, ambos os exércitos fizeram uma exibição, vestidos com trajes completos de desfile. Tiridates se aproximou do acampamento romano, onde uma estátua de Nero havia sido erguida sobre uma plataforma elevada, e colocou seu diadema real a seus pés em submissão. Tiridates I foi reconhecido como o rei vassalo da Armênia; uma guarnição romana permaneceria no país permanentemente, em Sofena, enquanto Artaxata seria reconstruída. Córbulo deixou seu genro Lúcio Ânio Viniciano para acompanhar Tiridates I a Roma, a fim de atestar sua fidelidade a Nero. Após a visita de Tiridates a Roma, Nero convocou Vologases I a Roma várias vezes, mas quando os convites se tornaram onerosos para Vologases I, enviou um despacho com o seguinte efeito: "És muito mais fácil para ti do que para mim atravessar um corpo de água tão grande. Portanto, se tu vieres à Ásia, podemos então combinar um encontro."

#### Anos finais e morte
Vologases ficou satisfeito com este resultado e honrou a memória de Nero. Também manteve boas relações com Vespasiano, a quem ofereceu um exército de 40 mil arqueiros a cavalo durante a Revolta Judaica. Logo depois, os alanos, uma grande tribo nômade além do Cáucaso, invadiram Atropatena e a Armênia; Vologases solicitou em vão ajuda a Vespasiano, mas não obteve nenhum resultado decisivo. Os alanos se retiraram rapidamente com muito butim após saquear a Armênia e Atropatena. Durante os últimos anos do reinado de Vologases, seu filho Pácoro II governou ao lado dele. Após sua morte em 78, Pácoro tornou-se o único governante do império.

## Governo

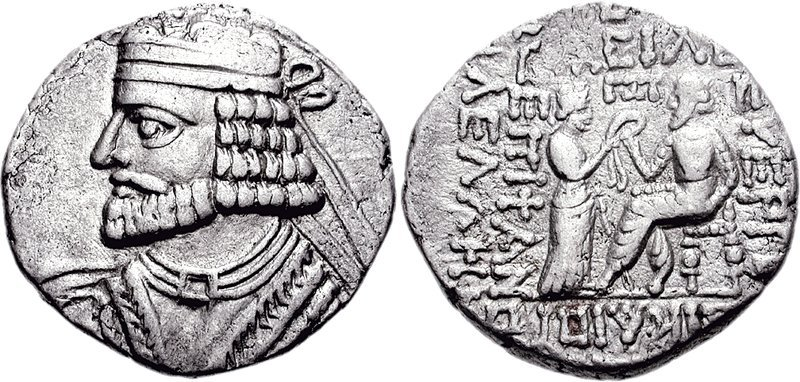
Tetradracma com Vologases coroado por uma divindade feminina

### Cunhagem
Vologases foi o primeiro governante arsácida a ter a escrita e a língua parta aparecendo em suas moedas cunhadas ao lado do grego, agora quase ilegível. No entanto, o uso de legendas escritas em grego nas moedas partas permaneceu até o colapso do império. No reverso de seus tetradracmas de prata, aparece sendo investido como rei por uma divindade feminina, representando uma das divindades iranianas femininas (iazata) Anaíta ou Axi. Ambas as divindades estão intimamente ligadas à khvarenah ("glória divina") do monarca.

### Comércio
Vologases procurou atingir o objetivo de Artabano II, tentando estabelecer uma longa e estruturada rota comercial que se estendesse pelo Leste Asiático, Índia e a costa do mar Mediterrâneo. Esta longa rota comercial planejada melhoraria muito a economia do Império Arsácida. Para conseguir isso, fortaleceu as relações com outras potências com as quais conseguiu estabelecer comércio de longa distância, principalmente o Império Hã da China. Vologases procurou impor sua autoridade sobre a receita comercial de Selêucia do Tigre e foi implacável contra as elites gregas que questionavam seu governo. Vologases fundou a cidade de Vologesocerta nas imediações de Ctesifonte e Selêucia, com a intenção de quebrar o monopólio grego no comércio.

### Zoroastrismo
Vologases é uma figura importante no zoroastrismo. De acordo com o documento zoroastrista persa médio do século X, Dencarde ("Atos de Religião"), Vologases ordenou que seus súditos salvaguardassem variantes dos livros e da escolaridade avéstica, que haviam sido espalhados devido a ataques e pilhagens do rei macedônio Alexandre, o Grande (r. 336–323 a.C.) no século IV a.C..